# Альпийская ящерица
Альпийская ящерица (лат. Darevskia alpina) — вид ящериц из семейства настоящих ящериц. Эндемик субальпийских лугов Кавказа.

## Внешний вид
Средняя ящерица длиной тела до 6,5 см и хвоста — до 11,6 см. Туловищные чешуи гладкие, слабовыпуклые. Верхняя сторона тела оливковая, зеленоватая или серо-коричневая. Вдоль хребта может проходить ряд сдвоенных крупных тёмных пятен. По бокам проходит три ряда тёмных пятен с беловатой серединой. Нижняя сторона тела светло-серая, зеленовато-жёлтая или ярко-жёлтая. У молодых ящериц хвосты зеленовато-голубые.

## Распространение
Обитает в западной части Главного Кавказского хребта от гор Фишта и Оштена до Эльбруса и реки Баксан, в том числе на южном склоне Кавказа в верховьях реки Бзыбь и её притоков в Абхазии и реки Мзымта.

## Образ жизни
Населяет каменистые местообитания горно-степной и частично лесной зон. Селится на выходах скал, по каменистым осыпям и группам  валунов на высоте до 2800 м над уровнем моря. В большинстве популяций плотность населения невелика. Активна в с начала мая по конец сентября. В мае-июне совершает миграции от зимовочных мест к участкам степи и лугов. В середине лета в связи с выгоранием травянистой растительности, перемещаются к прибрежным скалам, где остаются до зимовки.
Альпийские ящерицы питаются насекомыми и мелкими беспозвоночными, в том числе земляными червями и моллюсками.
Половой зрелости ящерицы достигают на второй или третий год жизни. В середине лета самка откладывает от 2 до 6 яиц (в среднем 4—5). Появление молодых особей происходит в конце августа — начале сентября.

## Охрана
Международный союз охраны природы присвоил этому виду статус уязвимого вида, так как его ареал фрагментирован и охватывает площадь менее чем 10000 км², а также продолжающегося сокращения качества пригодных мест обитания из-за человеческой деятельности и изменения климата.
Занесена в Красные книги Краснодарского края (2017, категория 3), Адыгеи (2012, категория 2), Кабардино-Балкарии (2018, категория 3) и Карачаево-Черкессии (2024, категория 3).